# 안드루시우카 천문대

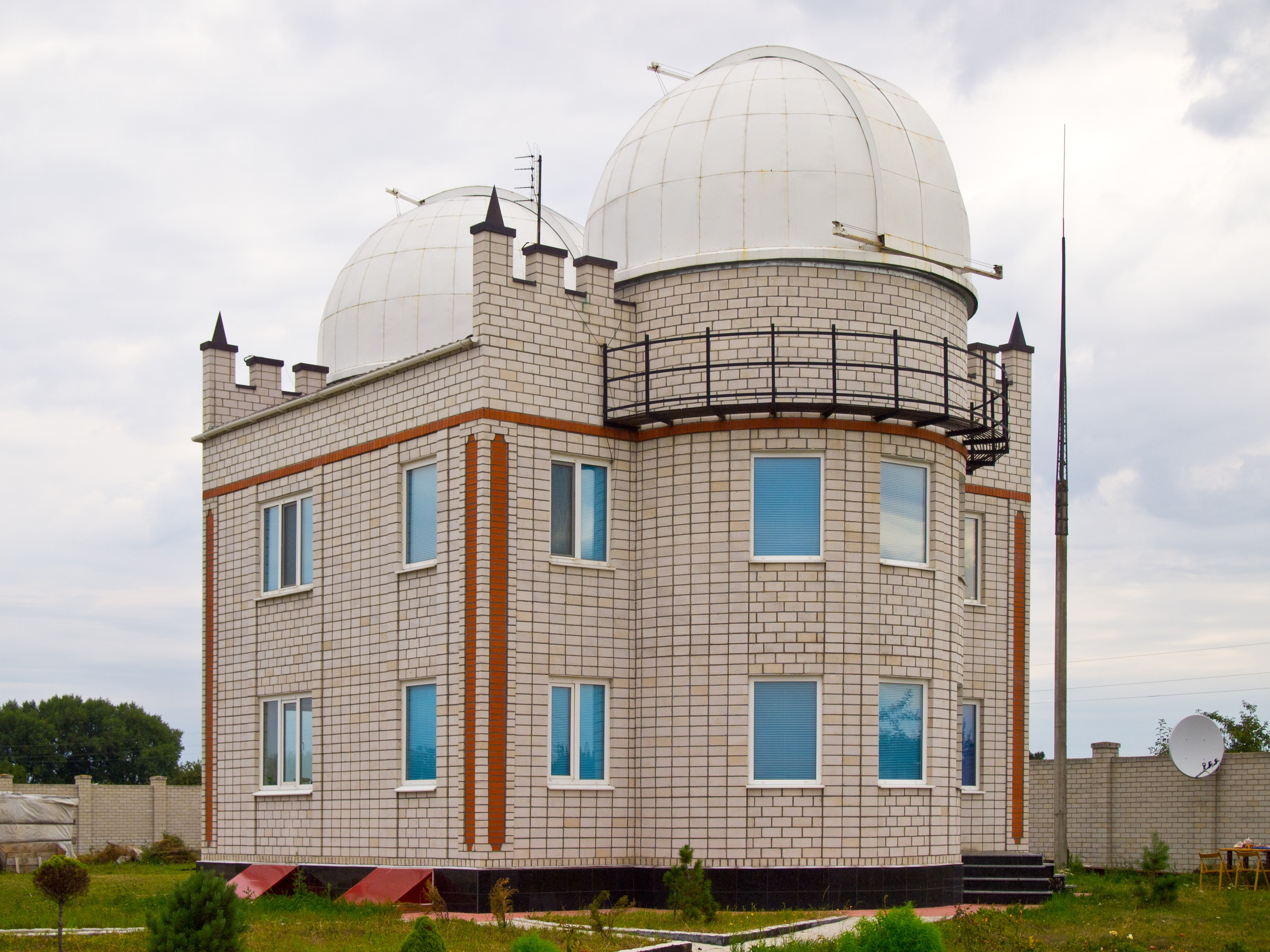
안드루시우카 천문대

안드루시우카 천문대(우크라이나어: Андрушівська астрономічна обсерваторія)는 우크라이나 지토미르주 안드루시우카에 위치한 사립 천문대이다. 2001년 설립되었다.